# Lauri Korpikoski
Lauri Korpikoski (* 28. Juli 1986 in Turku) ist ein ehemaliger finnischer Eishockeyspieler, der im Verlauf seiner aktiven Karriere zwischen 2004 und 2023 unter anderem 639 Spiele für die New York Rangers, Phoenix bzw. Arizona Coyotes, Edmonton Oilers, Dallas Stars und Columbus Blue Jackets in der National Hockey League (NHL) auf der Position des linken Flügelstürmers bestritten hat.

## Karriere
Korpikoski spielte als Jugendlicher in den Juniorenmannschaft von TPS Turku. Im Alter von 18 Jahren gab er sein Debüt beim Profiteam in der finnischen SM-liiga.
Nachdem Korpikoski bereits im NHL Entry Draft 2004 von den New York Rangers in der ersten Runde an 19. Stelle ausgewählt worden war, holten ihn diese zum Ende der Saison 2005/06 erstmals in ihr Farmteam in der American Hockey League. Bei den Hartford Wolf Pack führte sich der Center mit drei Punkten in fünf Partien gut ein und verbrachte auch die Spielzeiten 2006/07 und 2007/08 dort. Nachdem sich Korpikoski von Saison zu Saison steigern konnte, wurde er im Verlauf der Playoffs 2008 erstmals in den NHL-Kader der New York Rangers berufen. Insgesamt kam er zu einem Einsatz, bei dem ihm ein Tor gelang. Im Sommer 2008 erkämpfte sich der Stürmer im Trainingscamp der Rangers einen Stammplatz im Kader und bestritt daraufhin 68 Hauptrundenspiele und die anschließenden Playoffs. Am 13. Juli 2009 tauschten ihn die Rangers gegen Enwer Lissin von den Phoenix Coyotes. Im Juni 2015 gaben ihn die Coyotes im Tausch für Boyd Gordon an die Edmonton Oilers ab. In Edmonton absolvierte Korpikoski die Saison 2015/16, ehe ihn die Oilers im Juni 2016 aus seinem verbleibenden Vertragsjahr herauskauften (buy-out), sodass er sich fortan auf der Suche nach einem neuen Arbeitgeber befand, den er im Oktober 2016 in den Dallas Stars fand. Die Stars jedoch gaben den Finnen bereits im März 2017 an die Columbus Blue Jackets ab und erhielten im Gegenzug den Nachwuchs-Verteidiger Dillon Heatherington. In Columbus beendete der Angreifer die Saison, erhielt jedoch keinen weiterführenden Vertrag.
Im Oktober 2017 erhielt er einen Vertrag bei den ZSC Lions aus der Schweizer National League und gewann am Saisonende die Schweizer Meisterschaft mit den Lions. Anschließend kehrte er zu seinem Heimatverein zurück, bei dem er einen Sechsjahresvertrag erhielt. Aufgrund einer Erkrankung verpasste er den Großteil der Saison 2018/19 und kehrte erst im März 2019 aufs Eis zurück. Danach verbrachte er zwei weitere Spielzeiten bei seinem Heimatverein, ehe er im Oktober 2021 an den EHC Biel aus der Schweiz ausgeliehen wurde. Nach der Saison 2021/22 kehrte der Finne zu TPS zurück und beendete im Sommer 2023 seine aktive Karriere.

### International
Korpikoski lief im Juniorenbereich bei der U18-Junioren-Weltmeisterschaft 2004 sowie den U20-Junioren-Weltmeisterschaften 2005 und 2006 auf. Dabei gewann er im Jahr 2006 die Bronzemedaille. Mit der A-Nationalmannschaft nahm der Stürmer an den Weltmeisterschaften der Jahre 2010 und 2013 teil. Ebenso gehörte er zum finnischen Aufgebot bei den Olympischen Winterspielen 2014 in Sotschi, bei denen er die Bronzemedaille gewann, und dem World Cup of Hockey 2016.

## Erfolge und Auszeichnungen
- 2005 Finnischer U20-Junioren-Vizemeister mit TPS Turku
- 2008 Victoria-Cup-Gewinn mit den New York Rangers
- 2018 Schweizer Meister mit den ZSC Lions
- 2021 Finnischer Vizemeister mit TPS Turku

### International
- 2004 Topscorer der U18-Junioren-Weltmeisterschaft (gemeinsam mit Petteri Nokelainen, Lauri Tukonen und Roman Woloschenko)
- 2004 Bester Vorlagengeber der U18-Junioren-Weltmeisterschaft (gemeinsam mit sieben weiteren Spielern)
- 2006 Bronzemedaille bei der U20-Junioren-Weltmeisterschaft
- 2014 Bronzemedaille bei den Olympischen Winterspielen

## Karrierestatistik

### International
Vertrat Finnland bei:
| - U18-Junioren-Weltmeisterschaft 2004 - U20-Junioren-Weltmeisterschaft 2005 - U20-Junioren-Weltmeisterschaft 2006 - Weltmeisterschaft 2010 | - Weltmeisterschaft 2013 - Olympischen Winterspielen 2014 - World Cup of Hockey 2016 |

(Legende zur Spielerstatistik: Sp oder GP = absolvierte Spiele; T oder G = erzielte Tore; V oder A = erzielte Assists; Pkt oder Pts = erzielte Scorerpunkte; SM oder PIM = erhaltene Strafminuten; +/− = Plus/Minus-Bilanz; PP = erzielte Überzahltore; SH = erzielte Unterzahltore; GW = erzielte Siegtore; 1 Play-downs/Relegation; Kursiv: Statistik nicht vollständig)